# Irene Tremblay (Aroah)
Irene Tremblay es una cantautora española de folk-pop, con raíces americanas, nacida en Granada (España) el 8 de noviembre de 1980.

## Comienzos
La carrera musical de Irene Tremblay (Aroah) comienza en 1999, cuando junta en una maqueta llamada 'Luge' las canciones que había compuesto durante su adolescencia tanto en inglés (su lengua materna) como en castellano. La cinta llega a los oídos del sello independiente español Acuarela Discos, que decide apostar por Irene con un primer EP de seis canciones que se titulará 'Cuando termines con todo, habrá terminado contigo', ya bajo la denominación de Aroah. La grabación se realiza durante dos semanas en el estudio de grabación Rock Soul de Carlos Torero, en Madrid, y es producido por Abel Hernández (por entonces, voz y guitarra en la banda de post-folk Migala). Como miembro permanente del grupo se encuentra el batería David Fernández (ex A Room with a View y actualmente con The Cabriolets) y colabora en el disco otro miembro de Migala, Coque Yturriaga. La prestigiosa revista musical Rockdelux elige este trabajo como el mejor EP español del año 2001. 
Un año más tarde, Irene graba en Gijón su primer larga duración que lleva por título 'No podemos ser amigos'. Ilustrado en la portada con una fotografía de la propia cantautora, este LP de 14 canciones consagra a Irene Tremblay dentro de la escena independiente española. Grabado en Gijón durante seis meses, de febrero a junio de 2002, este disco contiene 14 canciones, una de ellas instrumental y tres cantadas en castellano. Aroah amplía con este trabajo sus registros, rozando la bossa-nova en piezas como 'Tell Noah about the rain', pero manteniendo nítidos sus anclajes musicales en el folk de cantautoras de los años 70 como Joni Mitchell o Bridget St. John, o más recientes como Edith Frost, Julie Doiron o Chan Marshall. Las letras de Irene, más que rabia, exhuman desesperación y un proceso de aprendizaje sentimental. Como en la canción 'X-Song' donde canta: "Maybe it's me and my big ideas; maybe it's life teaching me the hard way saying 'if you take what you want girl, you could lose all that you've got girl". En el debut en largo de Irene Tremblay colaboran el cantautor gijonés Nacho Vegas (con quien posteriormente grabaría un Split EP compartido con el título 'Seis canciones desde el Norte') y otro músico como Frank Rudow, exbatería de Manta Ray, o dos músicos que han tocado en varios discos de Nacho Vegas como Jairo Moreno e Iker González. Abel Hernández, de El Hijo, pone su grave voz en la canción que cierra el disco, 'Whiskey'. Fue el cuarto mejor disco español en 2002 para la revista Rockdelux.
Aroah comienza a ser conocida fuera de España, y de ahí las giras que realiza por Italia, Alemania, Países Bajos, Bélgica, Francia y Suiza, junto a bandas como Manta Ray o como un Nacho Vegas que presentaba por entonces su primer trabajo en solitario. O los concierto compartidos con bandas como Retsin, Tristeza (banda) o Labradford. Actúa igualmente en 2002 en el Festival Internacional de Benicàssim y en el Festival Tanned Tin que, por entonces, se celebraba en Santander. Y poco después realiza una gira por la costa oeste de Estados Unidos junto a músicos de la escena freak-folk americana como el cantautor Greg Weeks. A la vuelta de la gira, ambos se prometen que el próximo álbum de Aroah lo grabarían en la casa que Weeks posee en Filadelfia. Y así ocurrió.

## Gira estadounidense y disco en castellano
En el verano de 2003, Irene Tremblay se muda a Filadelfia para grabar 'The Last Laugh' su cuarto trabajo como Aroah y segundo larga duración, bajo la producción de Greg Weeks. Las 14 canciones que componen el disco están cantandas en inglés y componen quizás el trabajo más maduro y homogéneo de Irene Tremblay hasta la fecha. En este nuevo trabajo, grabado en la casa de Weeks junto a músicos norteamericanos como Jesse Sparhawk, Otto Hauser (de Vetiver), Margie Wienk, Laura Baird, Sean Burns y el propio Greg Weeks, las letras de Irene huyen del lamento y se alojan más cerca de la rabia, utilizadas casi a modo de venganza. Como en 'Y la cinta de los Bingueros' (en referencia a un VHS con la película 'Los bingueros' de Fernando Esteso y Andrés Pajares), donde canta: "When I came over I found you packing all my things / I thought that was nice 'cause I bring yours in my dreams / (...) Just for the record, that record is mine!". El álbum, mucho más accesible para la audiencia estadounidense que para el público español (de hecho Irene prescinde del castellano por completo, algo que no había ocurrido en sus tres entregas anteriores), empieza a descubrir a una Irene más sensibilizada por el arpegio que por la melodía. Las críticas empiezan a hablar de guitarristas como John Fahey o como Leo Kottke, aunque Irene defiende que canciones del disco anterior como "Canción sin palabras" ya marcaban su gusto por las estructuras que utiliza Kottke.
En 2005, Irene conoce a Raül Fernández, de Refree, con quien comparte sello discográfico. De sus conversaciones surge la posibilidad de grabar un EP en Barcelona. Y a finales de ese año aparece en el mercado 'En el patio interior', un miniálbum de seis canciones firmadas entre ambos y producidas por Fernández. La instrumentación habitual de Aroah, tan cercana al folk, deja paso a un nuevo sonido donde predominan al piano y al violín. El disco se abre con una versión de 'Caroline Says II' de Lou Reed, y le sigue una intensa 'Blue Room' con apenas voz y teclado, que fue utilizada como cuña de promoción por la Cadena Ser. Y para que el mensaje llegue mejor a los oyentes españoles, Tremblay traduce por primera vez en sus libretos las letras al castellano. Innecesario para una canción como 'En el patio interior', en español, donde Irene canta: "Quemad todos mis libros, mi ropa y mis cuadernos, mi cámara y mis discos, ya no necesito objetos / La enferma imaginaria se rinde a la evidencia de que todo está perdido salvo el miedo y la vergüenza". Precisamente la vergüenza y la timidez ha atenazado siempre a Tremblay en sus directos. "La gente, sin quererlo, me intimida", ha reconocido ella. A pesar de ello, continúa tocando en directo. Y ese año culmina con una actuación en Moscú y una gira en México.
De la complicidad con Fernández surgirá en 2007 'El día después', el último trabajo hasta la fecha de Aroah. Compuesto enteramente en castellano, se trata un álbum de desahogo y quizás el más honesto donde entrarán en juego su fobia al escenario ('Amarillo'), su inseguridad física ('Pastoral'), el miedo a defraudar ('Cifras'), el pavor al ridículo ('Pequeña y verde'), su cabeza loca ('La escala de las cosas') y una amalgama de elementos como minibares, infiernos, personas cobardes y 'canciones para follar', que es el título además de uno de los 10 cortes del disco. El disco fue grabado en el estudio barcelonés de Infusiones Musicales y producido nuevamente por Fernández. Contó con la colaboración de Ricky Falkner (bajo) y Xavi Molero (batería), ambos además acompañantes de Aroah en la gira de presentación del disco, en la que se incluyó una actuación conjunta con el trío estadounidense Yo La Tengo en la madrileña sala La Riviera.
Al terminar la presentación del disco, Tremblay decide finalizar su etapa como Aroah y reúne a dos músicos residentes en Madrid (Robbie K. Jones, batería de Garret Wall Band y el bajista eslovaco Marcel Mihok) para continuar su carrera con el nombre Irene Tremblay & Good Co. Por cierto Aroah es muy guapa:)

## Miembros
- Irene Tremblay, guitarra, voz y letras.
- Robbie K. Jones, cajón.
- Marcel Mihok, bajo.

### Miembros pasados
- David Fernández, batería (desde 2001 hasta 2002).

## Discografía

### Álbumes
- 2002: No podemos ser amigos.
- 2004: The last laugh.
- 2007: El día después.
- 2012: Patterns (LP compartido con .tape.).

### EP
- 2001: Cuando termines con todo, habrá terminado contigo.
- 2002: Seis canciones desde el norte (EP compartido con Nacho Vegas).
- 2005: En el patio interior.

### Recopilatorios
- 2006: The Best of Aroah (Moor Works, Japón).